# 2-Isopropyl-5-methylhex-2-enal
2-Isopropyl-5-methylhex-2-enal ist eine organisch-chemische Verbindung aus der Stoffgruppe der Alkenale.

## Vorkommen

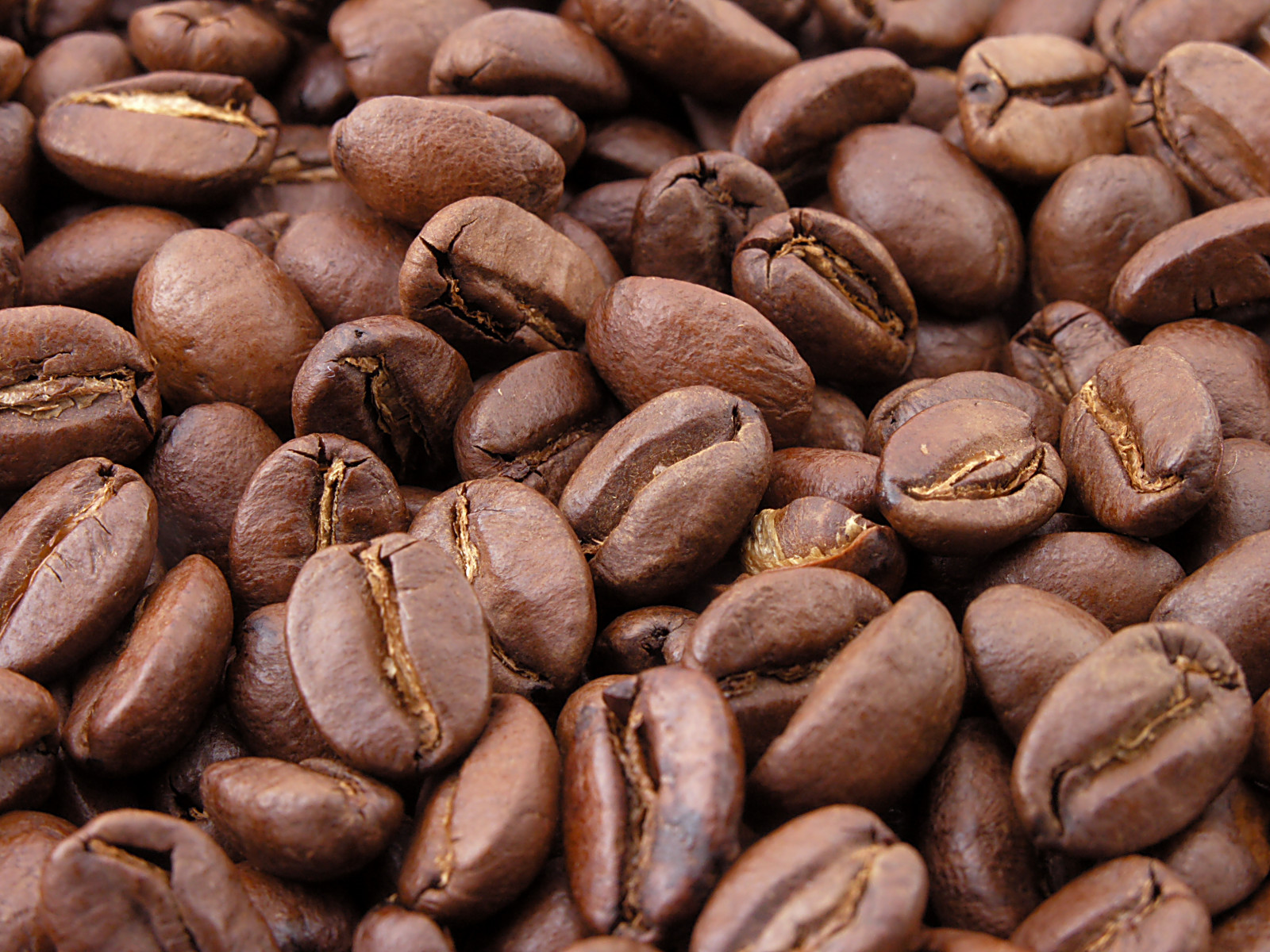
2-Isopropyl-5-methylhex-2-enal kommt natürlich in geröstetem Kaffee vor

2-Isopropyl-5-methylhex-2-enal ist ein flüchtiger Aromabestandteil von Gerstenmalz und gerösteten Kaffeebohnen. Die Verbindung wurde auch in Kakao und konservierten Früchten der Brasilianischen Guave nachgewiesen.

## Gewinnung und Darstellung
2-Isopropyl-5-methylhex-2-enal kann durch Maillard-Reaktion zwischen Leucin und 3-Methylbutanal gebildet werden.

## Eigenschaften
2-Isopropyl-5-methylhex-2-enal hat einen Flammpunkt von 62 °C.